# Miroslav Malchar
Miroslav Malchar (10. ledna 1957 – 9. ledna 2022) byl český lékař se specializací v oboru chirurgie, komunální i celostátní politik, spoluzakladatel soukromého zdravotnického zařízení a v minulosti taktéž ředitel nemocnice.

## Život
Vystudoval obor všeobecné lékařství na Lékařské fakultě Univerzity Palackého v Olomouci a získal titul MUDr.
Od roku 1982 pracoval jako lékař v odbornosti chirurgie. V devadesátých letech byl ředitelem Okresního ústavu národního zdraví v okrese Frýdek - Místek, ve svých 33 letech se stal ředitelem Nemocnice ve Frýdku - Místku, čímž se tehdy zařadil mezi nejmladší ředitele nemocnic v historii Československa a České republiky. Dále se angažoval v Českém červeném kříži. Byl ve vedení několika obchodních společností, věnoval se poradenství v řízení zdravotnictví. Později působil v pozici náměstka ředitele Nemocnice Třinec - Sosna. Založil a působil v soukromém zdravotnickém zařízení v Rožnově pod Radhoštěm , poskytujícím zdravotní služby v několika lékařských odbornostech. V tomto zařízení pracoval až do své smrti jako vedoucí lékař a odborný zástupce.

## Politické působení
Během sametové revoluce se aktivně zapojil do demokratizace společnosti, mimo jiné se věnoval transformaci zdravotnictví z období socialismu do moderní podoby. V roce 1994 vstoupil do ODS, odkud pak v roce 1998 přešel do Unie svobody. V letech 2000 až 2001, v období tzv. Opoziční smlouvy v České republice, vykonával funkci místopředsedy Unie svobody.
Do regionální politiky vstoupil, když byl v komunálních volbách v roce 2006 zvolen ještě jako nestraník na kandidátce subjektu SNK-Za prosperitu a rozvoj Rožnova do Zastupitelstva města Rožnova pod Radhoštěm , kde byl zároveň i radní města. V roce 2008 se stal členem strany Věci veřejné a za tuto stranu obhájil v komunálních volbách v roce 2010 mandát zastupitele města. Z této pozice v září 2012 odstoupil, a to z důvodu předem plánované obměny v městském zastupitelstvu ze strany Věcí veřejných.
Ve volbách do Poslanecké sněmovny PČR v roce 2010 kandidoval za Věci veřejné ve Zlínském kraji, ale neuspěl.
Na sjezdu Věcí veřejných v lednu 2014 v Hradci Králové byl zvolen místopředsedou strany. Na tuto funkci později rezignoval.